# Via Romana (Sant Quirze de Besora)
La Via Romana és una obra de Sant Quirze de Besora (Osona) inclosa a l'Inventari del Patrimoni Arquitectònic de Catalunya.

## Descripció
En resten alguns trams d'una via romana que són discontinus i amb una amplada que oscil·la entre 1,40 m. i 1,90 m. Es pot apreciar el seu sol enllosat, encara que es troba en un estat molt dolent de conservació i molt enverdit.
Per tal de salvar el desnivell de la muntanya que travessa -el Bufí-, hi ha dos metres d'alçada. Té una petita barana, d'aproximadament, trenta centímetres per costat.
Els trams que es conserven es troben tots ells al vessant sud de la muntanya de la Cogulera, i serpentegen el pendent d'aquesta.

## Història
Possiblement es tracti d'algun fragment de la Via Francisca que comunicava el país de nord a sud, essent aquesta via de comunicació de segon ordre. El fet que passi per l'actual terme de Sant Quirze de Besora no implica que aquest lloc de l'esmentada via no s'ha localitzat cap altre vestigi d'aquest període.
El seu estat de conservació és força deplorable. Amb la construcció de l'antiga carretera N-152 (anterior al túnel), es desmuntaren alguns trams d'aquesta via.